# Elecciones municipales de 2021 en la Región de Los Ríos
Las elecciones municipales de 2021 en la región de Los Ríos se realizaran los días 15 y 16 de mayo de 2021. El 29 de noviembre de 2020 se realizaron las primarias de alcaldes para que los electores definieran a los candidatos que representarían a las distintas coaliciones inscritas en las comunas para la posterior elección municipal. El listado de candidatos a alcalde y concejales por comuna fue publicado el 23 de enero por el Servel.

## Provincia del Ranco

### La Unión

#### Alcalde
| Alcalde actual          | Aldo Pinuer Solis (Ind.)    | Aldo Pinuer Solis (Ind.) | Aldo Pinuer Solis (Ind.) | Aldo Pinuer Solis (Ind.) | Aldo Pinuer Solis (Ind.) |
| Candidato               | Pacto Jorge Honorio Honorio | Partido                  | Votos                    | %                        | Resultado                |
| ----------------------- | --------------------------- | ------------------------ | ------------------------ | ------------------------ | ------------------------ |
| Jorge Honorio Honorio   | Unidad por el Apruebo       | PS                       | 5843                     | 44,09                    | Alcalde                  |
| Aldo Pinuer Solis       | Chile Vamos                 | Ind.                     | 4753                     | 35,87                    |                          |
| Saturnino Quezada Solis | Independiente               | Ind.                     | 2655                     | 20,04                    |                          |

#### Concejales
| Candidato                     | Pacto                                          | Partido | Votos | %     | Resultado |
| ----------------------------- | ---------------------------------------------- | ------- | ----- | ----- | --------- |
| Camilo Gómez Gómez            | Unidad por el Apruebo PS, PPD e Independientes | PPD     | 2130  | 16,64 | Concejal  |
| Mario Ortiz Cuevas            | Frente Amplio                                  | RD      | 1171  | 9,15  | Concejal  |
| Eliana Azócar Silva           | Chile Vamos Renovación Nacional-Independientes | RN      | 900   | 7,03  | Concejal  |
| Jacqueline Paredes Naguil     | Chile Vamos Renovación Nacional-Independientes | RN      | 749   | 5,85  | Concejal  |
| Jarol Fuchslocher Fuchslocher | Chile Vamos Evópoli-Independientes             | Ind-EVO | 649   | 5,07  | Concejal  |
| Jessica Cossio González       | Unidad por el Apruebo PS, PPD e Independientes | Ind-PPD | 397   | 3,10  | Concejal  |

### Futrono

#### Alcalde
| Alcalde actual             | Claudio Lavado Castro (UDI) | Claudio Lavado Castro (UDI) | Claudio Lavado Castro (UDI) | Claudio Lavado Castro (UDI) | Claudio Lavado Castro (UDI) |
| Candidato                  | Pacto                       | Partido                     | Votos                       | %                           | Resultado                   |
| -------------------------- | --------------------------- | --------------------------- | --------------------------- | --------------------------- | --------------------------- |
| Claudio Lavado Castro      | Chile Vamos                 | UDI                         | 2708                        | 46,43                       | Alcalde                     |
| Sarita Jaramillo Arismendi | Unidad por el Apruebo       | PPD                         | 2190                        | 37,55                       |                             |
| José Alvarado Cuevas       | Frente Amplio               | Ind.                        | 935                         | 16,03                       |                             |

#### Concejales
| Candidato                    | Pacto                                          | Partido | Votos | %     | Resultado |
| ---------------------------- | ---------------------------------------------- | ------- | ----- | ----- | --------- |
| Leonila Sáez Alarcón         | Chile Vamos UDI-Independientes                 | UDI     | 747   | 13,35 | Concejal  |
| Fernando Flandez Montencinos | Unidad por el Apruebo PS, PPD e Independientes | PPD     | 594   | 10,61 | Concejal  |
| Camilo Céspedes Gutiérrez    | Chile Vamos Evópoli-Independientes             | EVO     | 455   | 8,13  | Concejal  |
| Sergio Solís Duarte          | Chile Vamos UDI-Independientes                 | UDI     | 337   | 6,02  | Concejal  |
| Gloria González Espinoza     | Unidos por la Dignidad                         | PDC     | 330   | 5,90  | Concejal  |
| Rebeca Asenjo Jaramillo      | Chile Vamos Renovación Nacional-Independientes | RN      | 297   | 5,31  | Concejal  |

### Lago Ranco

#### Alcalde
| Alcalde actual         | Miguel Meza Shwenke (RN) | Miguel Meza Shwenke (RN) | Miguel Meza Shwenke (RN) | Miguel Meza Shwenke (RN) | Miguel Meza Shwenke (RN) |
| Candidato              | Pacto                    | Partido                  | Votos                    | %                        | Resultado                |
| ---------------------- | ------------------------ | ------------------------ | ------------------------ | ------------------------ | ------------------------ |
| Miguel Meza Shwenke    | Chile Vamos              | RN                       | 3044                     | 79,09                    | Alcalde                  |
| Jorge Figueroa Fuentes | Unidad por el Apruebo    | PPD                      | 805                      | 20,91                    |                          |

#### Concejales
| Candidato                | Pacto                                          | Partido | Votos | %     | Resultado |
| ------------------------ | ---------------------------------------------- | ------- | ----- | ----- | --------- |
| María Rosas Lobos        | Unidos por la Dignidad                         | PDC     | 497   | 12,86 | Concejal  |
| Herman Portales Osorio   | Unidos por la Dignidad                         | Ind.    | 348   | 9,01  | Concejal  |
| Erika Rojas Rudolph      | Chile Vamos UDI-Independientes                 | UDI     | 333   | 8,62  | Concejal  |
| Miguel Obando Montecinos | Unidad por el Apruebo PS, PPD e Independientes | PPD     | 312   | 8,07  | Concejal  |
| Silvana Pérez Vera       | Chile Vamos Renovación Nacional-Independientes | Ind-RN  | 244   | 6,31  | Concejal  |
| Edgar Vásquez Urrutia    | Chile Vamos Renovación Nacional-Independientes | Ind-RN  | 232   | 6,00  | Concejal  |

### Río Bueno

#### Alcalde
| Alcalde actual         | Luis Reyes Álvarez (UDI) | Luis Reyes Álvarez (UDI) | Luis Reyes Álvarez (UDI) | Luis Reyes Álvarez (UDI) | Luis Reyes Álvarez (UDI) |
| Candidato              | Pacto                    | Partido                  | Votos                    | %                        | Resultado                |
| ---------------------- | ------------------------ | ------------------------ | ------------------------ | ------------------------ | ------------------------ |
| Carolina Silva Pérez   | Chile Vamos              | Ind.                     | 3346                     | 32,22                    | Alcaldesa                |
| Diego Flores Vera      | Unidad por el Apruebo    | PS                       | 2854                     | 27,48                    |                          |
| Víctor Vidal Mujica    | Independiente            | Ind.                     | 2160                     | 20,80                    |                          |
| Álvaro Ramírez Medina  | Independiente            | Ind.                     | 1111                     | 10,70                    |                          |
| Carlos Burgos Martínez | Frente Amplio            | RD                       | 914                      | 8,80                     |                          |

#### Concejales
| Candidato               | Pacto                                          | Partido | Votos | %     | Resultado |
| ----------------------- | ---------------------------------------------- | ------- | ----- | ----- | --------- |
| Luis Reyes Álvarez      | Chile Vamos Renovación Nacional-Independientes | RN      | 1366  | 13,47 | Concejal  |
| Miguel Pérez Vidal      | Unidos por la Dignidad                         | Ind.    | 865   | 8,53  | Concejal  |
| Javier Rosas Bobadilla  | Unidos por la Dignidad                         | PDC     | 858   | 8,46  | Concejal  |
| Magin Montecinos Guzmán | Unidad por el Apruebo PS, PPD e Independientes | PS      | 554   | 5,46  | Concejal  |
| Juan Unión Barrientos   | Unidad por el Apruebo PS, PPD e Independientes | PPD     | 481   | 4,74  | Concejal  |
| Daniel Quezada Pérez    | Chile Vamos Renovación Nacional-Independientes | RN      | 342   | 3,37  | Concejal  |

## Provincia de Valdivia

### Valdivia

#### Alcalde
| Alcalde actual         | Omar Sabat Guzmán (Ind. / ChileVamos) | Omar Sabat Guzmán (Ind. / ChileVamos) | Omar Sabat Guzmán (Ind. / ChileVamos) | Omar Sabat Guzmán (Ind. / ChileVamos) | Omar Sabat Guzmán (Ind. / ChileVamos) |
| Candidato              | Pacto                                 | Partido                               | Votos                                 | %                                     | Resultado                             |
| ---------------------- | ------------------------------------- | ------------------------------------- | ------------------------------------- | ------------------------------------- | ------------------------------------- |
| Carla Amtmann Fecci    | Frente Amplio                         | RD                                    | 29 218                                | 49,34%                                | Alcaldesa                             |
| Omar Sabat Guzmán      | Chile Vamos                           | Ind.                                  | 14 069                                | 23,76%                                |                                       |
| Felipe Riffo Maechel   | Independiente                         | Ind.                                  | 7999                                  | 13,51%                                |                                       |
| César Collao Álvarez   | Ecologistas e Independientes          | Ind.                                  | 5037                                  | 8,37%                                 |                                       |
| Gonzalo Espinoza Pérez | Unidos por la Dignidad                | DC                                    | 2892                                  | 4,88%                                 |                                       |

#### Concejales
| Candidato                  | Pacto                                          | Partido | Votos | %    | Resultado |
| -------------------------- | ---------------------------------------------- | ------- | ----- | ---- | --------- |
| Cristóbal Rosas Laborde    | Chile Digno, Verde y Soberano                  | PC      | 4609  | 8,23 | Concejal  |
| Francisco Eguiluz Figueroa | Chile Vamos Renovación Nacional-Independientes | RN      | 3230  | 5,77 | Concejal  |
| Lucio Sanhueza Hardessen   | Unidad por el Apruebo PS, PPD e Independientes | PS      | 2990  | 5,34 | Concejal  |
| Marco Santana Arias        | Chile Vamos Evópoli-Independientes             | EVO     | 2564  | 4,58 | Concejal  |
| Natividad Manqui Manqui    | Frente Amplio                                  | RD      | 1769  | 3,16 | Concejal  |
| Pedro Ampuero Espinoza     | Unidos por la Dignidad                         | PDC     | 1749  | 3,12 | Concejal  |
| Guido Yobanolo Valdebenito | Unidad por el Apruebo PS, PPD e Independientes | PPD     | 1699  | 3,03 | Concejal  |
| Vicky Carrasco Silva       | Chile Vamos UDI-Independientes                 | Ind-UDI | 1045  | 1,87 | Concejal  |

### Corral

#### Alcalde
| Alcalde actual             | Gastón Pérez González (Ind.)  | Gastón Pérez González (Ind.) | Gastón Pérez González (Ind.) | Gastón Pérez González (Ind.) | Gastón Pérez González (Ind.) |
| Candidato                  | Pacto                         | Partido                      | Votos                        | %                            | Resultado                    |
| -------------------------- | ----------------------------- | ---------------------------- | ---------------------------- | ---------------------------- | ---------------------------- |
| Claudio González Navarro   | Independiente                 | Ind.                         | 1145                         | 35,80                        | Alcalde                      |
| Juan Galindo Lavados       | Independiente                 | Ind.                         | 941                          | 29,42                        |                              |
| Marila Barrientos Triviños | Unidad por el Apruebo         | PPD                          | 725                          | 22,67                        |                              |
| Jesica Barrientos Durán    | Chile Vamos                   | EVO                          | 215                          | 6.72                         |                              |
| Rosiel González Galindo    | Frente Amplio                 | Ind.                         | 101                          | 3,16%                        |                              |
| Violeta Pérez Pavie        | Chile Digno, Verde y Soberano | Ind.                         | 71                           | 2,22%                        |                              |

     Candidata a alcaldesa que ganó una primaria legal en la comuna, realizadas el 29 de noviembre de 2020.

#### Concejales
| Candidato                    | Pacto                                          | Partido | Votos | %     | Resultado |
| ---------------------------- | ---------------------------------------------- | ------- | ----- | ----- | --------- |
| Juan Valenzuela González     | Unidad por el Apruebo PS, PPD e Independientes | PPD     | 398   | 12,89 | Concejal  |
| Claudio González Navarro     | Chile Vamos PRI-Independientes                 | Ind-PRI | 327   | 10,59 | Concejal  |
| Leandro Espinoza Moraga      | Unidos por la Dignidad                         | PDC     | 203   | 6,58  | Concejal  |
| Sergio Obando Espinoza       | Unidad por el Apruebo PS, PPD e Independientes | PPD     | 185   | 5,99  | Concejal  |
| Fernando Villagrán Maldonado | Radicales e Independientes                     | Ind-PR  | 171   | 5,54  | Concejal  |
| Manuel Pardo Contreras       | Frente Amplio                                  | RD      | 127   | 4,11  | Concejal  |

### Lanco

#### Alcalde
| Alcalde actual             | Rolando Peña Riquelme (RN)   | Rolando Peña Riquelme (RN) | Rolando Peña Riquelme (RN) | Rolando Peña Riquelme (RN) | Rolando Peña Riquelme (RN) |
| Candidato                  | Pacto                        | Partido                    | Votos                      | %                          | Resultado                  |
| -------------------------- | ---------------------------- | -------------------------- | -------------------------- | -------------------------- | -------------------------- |
| Juan Rocha Aguilera        | Unidad por el Apruebo        | PS                         | 2764                       | 41,28                      | Alcalde                    |
| Rolando Peña Riquelme      | Chile Vamos                  | RN                         | 2120                       | 31,66                      |                            |
| Marcela Olivera Montero    | Independiente                | Ind.                       | 1289                       | 19,25                      |                            |
| Jaime Garrido Ramos        | Independiente                | Ind.                       | 301                        | 4,50                       |                            |
| Wilson Cantero Michillanca | Ecologistas e Independientes | PEV                        | 222                        | 3,32                       |                            |

#### Concejales
| Candidato                 | Pacto                                          | Partido | Votos | %     | Resultado |
| ------------------------- | ---------------------------------------------- | ------- | ----- | ----- | --------- |
| Eduardo Uribe Campos      | Chile Vamos Renovación Nacional-Independientes | RN      | 1017  | 15,71 | Concejal  |
| Juan Santana Paredes      | Chile Vamos PRI-Independientes                 | PRI     | 432   | 6,67  | Concejal  |
| Pamela Ramírez Valenzuela | Unidos por la Dignidad                         | Ind.    | 401   | 6,19  | Concejal  |
| César Troncoso Conejeros  | Chile Vamos Renovación Nacional-Independientes | RN      | 301   | 4,65  | Concejal  |
| Rosendo Manqui Millanao   | Chile Vamos Renovación Nacional-Independientes | RN      | 277   | 4,28  | Concejal  |
| Mónica Patiño Fernández   | Unidad por el Apruebo PS, PPD e Independientes | PS      | 199   | 3,07  | Concejal  |

### Los Lagos

#### Alcalde
| Alcalde actual          | Samuel Torres Sepúlveda (Ind.) | Samuel Torres Sepúlveda (Ind.) | Samuel Torres Sepúlveda (Ind.) | Samuel Torres Sepúlveda (Ind.) | Samuel Torres Sepúlveda (Ind.) |
| Candidato/a             | Pacto                          | Partido                        | Votos                          | %                              | Resultado                      |
| ----------------------- | ------------------------------ | ------------------------------ | ------------------------------ | ------------------------------ | ------------------------------ |
| Aldo Retamal Arriagada  | Chile Digno, Verde y Soberano  | PCCH                           | 3981                           | 55,02                          | Alcalde                        |
| Samuel Torres Sepúlveda | Independiente                  | Ind.                           | 1887                           | 26,08                          |                                |
| Hugo Silva Sánchez      | Chile Vamos                    | RN                             | 1367                           | 18,89                          |                                |

#### Concejales
| Candidato                  | Pacto                                          | Partido | Votos | %     | Resultado |
| -------------------------- | ---------------------------------------------- | ------- | ----- | ----- | --------- |
| Javier Santibáñez Báez     | Unidad por el Apruebo PS, PPD e Independientes | PS      | 995   | 14,47 | Concejal  |
| Carlos Carrillo Contreras  | Chile Vamos PRI-Independientes                 | PRI     | 366   | 5,32  | Concejal  |
| Alexis Saldías Moraga      | Chile Vamos UDI-Independientes                 | UDI     | 316   | 4,60  | Concejal  |
| Parmenia Aburto Aburto     | Chile Vamos Renovación Nacional-Independientes | RN      | 314   | 4,57  | Concejal  |
| Alejandra Martínez Fuentes | Chile Digno, Verde y Soberano                  | PC      | 311   | 4,52  | Concejal  |
| Marco Saavedra Carrasco    | Unidos por la Dignidad                         | PDC     | 288   | 4,19  | Concejal  |

### Máfil

#### Alcalde
| Alcalde actual            | Claudio Sepúlveda Miranda (PPD) | Claudio Sepúlveda Miranda (PPD) | Claudio Sepúlveda Miranda (PPD) | Claudio Sepúlveda Miranda (PPD) | Claudio Sepúlveda Miranda (PPD) |
| Candidato/a               | Pacto                           | Partido                         | Votos                           | %                               | Resultado                       |
| ------------------------- | ------------------------------- | ------------------------------- | ------------------------------- | ------------------------------- | ------------------------------- |
| Claudio Sepúlveda Miranda | Unidad por el Apruebo           | PPD                             | 1552                            | 43,74                           | Alcalde                         |
| Guillermo Soto Ortega     | Chile Vamos                     | RN                              | 1311                            | 36,95                           |                                 |
| Leonardo Muñoz Vallejos   | Chile Digno, Verde y Soberano   | Ind.                            | 685                             | 19,31                           |                                 |

#### Concejales
| Candidato              | Pacto                                          | Partido | Votos | %    | Resultado |
| ---------------------- | ---------------------------------------------- | ------- | ----- | ---- | --------- |
| David Salgado Morales  | Unidos por la Dignidad                         | PDC     | 291   | 8,99 | Concejal  |
| Sandra Bastías Bilbao  | Chile Vamos Renovación Nacional-Independientes | Ind-RN  | 266   | 8,21 | Concejal  |
| Ghislaine Zurita Urrea | Chile Vamos PRI-Independientes                 | Ind-PRI | 245   | 7,57 | Concejal  |
| Eduardo Acuña Acuña    | Unidad por el Apruebo PS, PPD e Independientes | PS      | 238   | 7,35 | Concejal  |
| Edgardo Espinoza Garay | Unidos por la Dignidad                         | Ind.    | 223   | 6,89 | Concejal  |
| Carlos Taladriz García | Chile Vamos Renovación Nacional-Independientes | RN      | 208   | 6,42 | Concejal  |

### Mariquina

#### Alcalde
| Alcalde actual         | Rolando Mitre García (PRI) | Rolando Mitre García (PRI) | Rolando Mitre García (PRI) | Rolando Mitre García (PRI) | Rolando Mitre García (PRI) |
| Candidato/a            | Pacto                      | Partido                    | Votos                      | %                          | Resultado                  |
| ---------------------- | -------------------------- | -------------------------- | -------------------------- | -------------------------- | -------------------------- |
| Rolando Mitre Gatica   | Chile Vamos                | Ind.                       | 3210                       | 38,98                      | Alcalde                    |
| Pamela Dornemann Rojas | Unidad por el Apruebo      | Ind.                       | 3138                       | 38,11                      |                            |
| Erwin Pacheco Ayala    | Independiente              | Ind.                       | 1886                       | 22,91                      |                            |

#### Concejales
| Candidato                   | Pacto                                          | Partido | Votos | %    | Resultado |
| --------------------------- | ---------------------------------------------- | ------- | ----- | ---- | --------- |
| Rodrigo Salazar Jiménez     | Unidos por la Dignidad                         | PDC     | 545   | 7,01 | Concejal  |
| Cecilia Hidalgo Labbé       | Chile Vamos UDI-Independientes                 | UDI     | 535   | 6,88 | Concejal  |
| Cristián Catalán Bravo      | Unidad por el Apruebo PS, PPD e Independientes | PPD     | 503   | 6,47 | Concejal  |
| Aliro Romero Navarro        | Chile Vamos Renovación Nacional-Independientes | RN      | 491   | 6,31 | Concejal  |
| Johana Catalán Manquepillán | Unidad por el Apruebo PS, PPD e Independientes | PS      | 388   | 4,99 | Concejal  |
| Mario Gaete Huenchumilla    | Chile Vamos PRI-Independientes                 | Ind-PRI | 328   | 4,22 | Concejal  |

### Paillaco

#### Alcalde
| Alcalde actual         | Jaime Reyes Durán (Ind.)      | Jaime Reyes Durán (Ind.) | Jaime Reyes Durán (Ind.) | Jaime Reyes Durán (Ind.) | Jaime Reyes Durán (Ind.) |
| Candidato/a            | Pacto                         | Partido                  | Votos                    | %                        | Resultado                |
| ---------------------- | ----------------------------- | ------------------------ | ------------------------ | ------------------------ | ------------------------ |
| Miguel Carrasco García | Independiente                 | Ind.                     | 3287                     | 40,04                    | Alcalde                  |
| José Aravena Pérez     | Chile Digno, Verde y Soberano | PC                       | 3013                     | 36,79                    |                          |
| Ruth Castillo Prieto   | Unidos por la Dignidad        | DC                       | 1165                     | 14,19                    |                          |
| Mario Schmeisser Muñoz | Chile Vamos                   | RN                       | 745                      | 9,07                     |                          |

#### Concejales
| Candidato                     | Pacto                                          | Partido | Votos | %     | Resultado |
| ----------------------------- | ---------------------------------------------- | ------- | ----- | ----- | --------- |
| Cristián Navarrete Quezada    | Unidad por el Apruebo PS, PPD e Independientes | Ind-PS  | 1098  | 13,79 | Concejal  |
| Dilbert Alvarado Flores       | Chile Vamos Renovación Nacional-Independientes | RN      | 418   | 5,25  | Concejal  |
| Rodrigo Handschuh Briones     | Radicales e Independientes                     | Ind-PR  | 415   | 5,21  | Concejal  |
| Raúl Cortéz Mardones          | Chile Vamos PRI-Independientes                 | PRI     | 391   | 4,91  | Concejal  |
| Gastón Fuentes Sepúlveda      | Unidad por el Apruebo PS, PPD e Independientes | Ind-PPD | 361   | 4,54  | Concejal  |
| Gabriel Montecinos Montecinos | Unidad por el Apruebo PS, PPD e Independientes | Ind-PS  | 334   | 4,20  | Concejal  |

### Panguipulli

#### Alcalde
| Alcalde actual             | Rodrigo Valdivia Orias (PS)   | Rodrigo Valdivia Orias (PS) | Rodrigo Valdivia Orias (PS) | Rodrigo Valdivia Orias (PS) | Rodrigo Valdivia Orias (PS) |
| Candidato/a                | Pacto                         | Partido                     | Votos                       | %                           | Resultado                   |
| -------------------------- | ----------------------------- | --------------------------- | --------------------------- | --------------------------- | --------------------------- |
| Pedro Burgos Vásquez       | Independiente                 | Ind.                        | 3716                        | 31,44                       | Alcalde                     |
| Rodrigo Valdivia Orias     | Unidad por el Apruebo         | PS                          | 3141                        | 26,57                       |                             |
| Sandra Añual Henríquez     | Independiente                 | Ind.                        | 2275                        | 19,25                       |                             |
| Pablo Sandoval Jara        | Chile Vamos                   | Ind.                        | 2092                        | 17,70                       |                             |
| Rodrigo Manzano Barrientos | Chile Digno, Verde y Soberano | PC                          | 597                         | 5,05                        |                             |

#### Concejales
| Candidato                | Pacto                                          | Partido | Votos | %     | Resultado |
| ------------------------ | ---------------------------------------------- | ------- | ----- | ----- | --------- |
| Richard Astroza Guajardo | Chile Vamos Renovación Nacional-Independientes | RN      | 1329  | 12,06 | Concejal  |
| David Ruiz Cifuentes     | Chile Vamos PRI-Independientes                 | Ind-PRI | 960   | 8,71  | Concejal  |
| Georgina Cuyul Bórquez   | Unidad por el Apruebo PS, PPD e Independientes | PPD     | 934   | 8,48  | Concejal  |
| Alejandro Kohler Vargas  | Radicales e Independientes                     | Ind-PR  | 650   | 5,90  | Concejal  |
| Carlos Duran Romero      | Chile Vamos UDI-Independientes                 | UDI     | 597   | 5,42  | Concejal  |
| Gerardo Sáez Sáez        | Unidos por la Dignidad                         | PDC     | 553   | 5,02  | Concejal  |